# Andreas Landgren
Andreas Landgren (ur. 17 marca 1989 w Helsingborgu) – szwedzki piłkarz występujący na pozycji obrońcy lub pomocnika. Od 2014 jest zawodnikiem klubu Helsingborgs IF.

## Kariera klubowa
Landgren zawodową karierę rozpoczynał w 2006 roku w klubie Helsingborgs IF. W Allsvenskan zadebiutował 26 października 2006 roku w wygranym 4:2 meczu z Kalmarem. W tym samym roku zdobył z zespołem Puchar Szwecji. W 2007 roku wystąpił z nim finale Superpucharu Szwecji, jednak Helsingborg przegrał tam 0:1 z IF Elfsborg. 12 sierpnia 2007 roku w wygranym 3:0 spotkaniu z GAIS Landgren strzelił pierwszego gola w trakcie gry w Allsvenskan. W ciągu 4 sezonów w barwach Helsingborga rozegrał 52 ligowe spotkania i zdobył 4 bramki.
W styczniu 2010 roku trafił do włoskiego Udinese Calcio. W sezonie 2009/2010 nie rozegrał tam żadnego spotkania. Latem 2010 został wypożyczony do Willem II Tilburg. W 2011 roku przeszedł do Fredrikstad FK. W 2013 roku był wypożyczony do Halmstads BK, a w 2014 wrócił do Helsinborgs IF.

## Kariera reprezentacyjna
W reprezentacji Szwecji Landgren zadebiutował 29 stycznia 2009 roku w wygranym 1:0 towarzyskim meczu z Meksykiem.